# Macrocentrus cerasivoranae
Macrocentrus cerasivoranae är en stekelart som beskrevs av Henry Lorenz Viereck 1912. Macrocentrus cerasivoranae ingår i släktet Macrocentrus och familjen bracksteklar. Inga underarter finns listade i Catalogue of Life.